# Nyby, Uppsala
Nyby är en stadsdel i norra Uppsala som tidigare hette Nyby-Nybygård. Nyby är beläget mellan Löten och villaområdet Gamla Uppsala, cirka fyra kilometer norr om stadskärnan. Stadsdelen hade 4 661 invånare år 2021.
Fredrika Bremerskolan är områdets låg- och mellanstadieskola. Tidigare låg en gård med namnet Nyby Gård på platsen, där nu bostadsrättsföreningen Nyby Gård och hyresrätterna på Nyby Gård Väst ligger. Folk uppväxta i Nyby eller Gamla Uppsala skiljer oftast på Nyby och Nybygård, som byggdes på 1980-talet. Nyby började byggas under 1970-talets första hälft och delar av det som fram till dess kallats Nyby blev en del av Gamla Uppsala.
I samband med anläggandet av E4 förbi Uppsala (E4 Uppsala-Mehedeby, som invigdes 17 oktober 2007,) anlades även en motorled mellan Nyby och Löten, som en del av väg 55 (även kallad Bärbyleden).